# Masłow (chutor)
Masłow (ros. Маслов) – chutor w Rosji, w obwodzie rostowskim, w rejonie tacyńskim. W 2010 liczył 590 mieszkańców.